# Paolo Cannavaro
Paolo Cannavaro (Napels, 26 juni 1981) is een Italiaans voormalig voetballer die doorgaans als centrale verdediger speelde. Hij kwam van 1998 tot en met 2017 uit voor SSC Napoli, Parma, Hellas Verona en US Sassuolo. Cannavaro is de broer van Fabio Cannavaro.

## Clubcarrière
Cannavaro maakte in het seizoen 1998/99 op vijftienjarige leeftijd zijn debuut voor SSC Napoli, in de Serie B. Het seizoen erna tekende hij voor Parma. Bij die club zou hij in totaal zeven jaar onder contract staan. Tijdens het seizoen 2001/02 werd hij verhuurd aan Hellas Verona. Toen Napoli promoveerde naar de Serie B haalde de club Cannavaro onmiddellijk terug voorafgaand aan het seizoen 2007/08. Nadien werd Cannavaro benoemd tot aanvoerder en speelde hij meer dan 200 competitiewedstrijden voor de club uit zijn geboortestad. Tussen 2014 en eind 2017 speelde Cannavaro voor US Sassuolo. In 2018 gaat hij zijn broer assisteren in de trainersstaf van het Chinese Guangzhou Evergrande.

## Erelijst
Napoli
- Coppa Italia

2011/12